# 北海道第二師範学校
北海道第二師範学校 （ほっかいどうだいにしはんがっこう） は、1943年（昭和18年）に北海道に設置された官立の師範学校である。
本項では北海道函館師範学校などの前身諸校を含めて記述する。

## 概要
- 1875年（明治8年）に創設された小学教科伝習所を起源とする。なお創立年は「北海道函館師範学校」の発足した1912年（明治45年）としている。
- 1943年（昭和18年）に北海道函館師範学校が官立（国立）への移管により、「北海道第二師範学校」[1]となった。
- 戦後の1949年（昭和24年）学制改革で新制北海道学芸大学 学芸学部 （現・北海道教育大学 教育学部） の母体の一つとなった。

## 沿革

### 前史
小学教科伝習所
- 1875年（明治8年）
  - 5月 - 開拓使函館支庁、文部省直轄東京師範学校創立の趣旨に基づき、函館と福山への小学教科伝習所の設置を請願し開拓使本庁に認可される。
  - 7月 - 函館小学教科伝習所心得を発布。
- 1876年（明治9年）
  - 1月 - 伝習所教員事務係職務心得を制定。
  - 2月 - 函館会所町の会所学校内で「小学教科伝習所」の授業が開始。（北海道での師範教育の始まり）
    - 教員4名、生徒定員30名。函館内の出身者を官費制と私費制に分け、入学資格の学齢を18歳以上30歳以下とする。
    - 札幌の本庁から派遣された10名を入所させる。また函館区中の手習い師範を伝習所に入所させ、小学校教科教授法の講習を受けさせる。
- 1877年（明治10年）
  - 3月 - 福山町の松城学校に小学教科伝習所を設置し、市街の習字師範に小学教科授業の講習を受けさせる。福山士族から伝習所速成生徒28名を募集。
  - 12月 - 函館支庁は「教員講習所」を函館小学教科伝習所・福山小学教科伝習所・江差町の柏樹小学校の3か所に設置（1878年（明治11年）1月開講）。
- 1878年（明治11年）
  - 6月 - 函館の小学教科伝習所を会所学校から分離。中里方精が監督に任命される。
  - 10月 - 会所学校を「小学教科伝習所附属小学校」に改称。
- 1879年（明治12年）
  - 4月 - 教科伝習所に巡回教員を設置し、各公立小学校を巡回し、授業方法や教員の勤惰を監督させる。（北海道視学機関の始まり）
  - 8月 - 教員講習に関し、文部省直轄東京師範学校および函館小学教科伝習所の卒業証書を有しない者にことごとく講習所で講習を受けさせる。
- 1880年（明治13年）11月 - 学則を制定し、函館小学教科伝習所を「函館師範学校」に改称。
  - 特に小学校教員の養成を目的とし、生徒は官費（国費）・町村費・私費の3種に分けられ、官費の生徒には卒業後3年間の奉事義務が課される。
  - 学費は本入学生には月5円、仮入学生には月4円を支給。修業年限は2年。

函館師範学校・札幌師範学校　並立期
- 1877年（明治10年）3月 - 公立第一小学校（創成小学校の前身）に「小学科授業法伝習生徒教場」が開設される[2]。
- 1882年（明治15年）
  - 2月 - 開拓使が廃止され、函館県・札幌県・根室県の3県が発足し、函館師範学校が「函館県函館師範学校」に改称。
    - 寄宿舎を新築。元・函館公立女子小学校跡に附属小学校を設置。谷地頭（やちがしら）にあった官有地（国有地）の荒野に実習農場を設置。

  - 3月 - 公立創成小学校に師範速成科（修業年限2年）が附設され「仮師範学校」と称する。
- 1883年（明治16年）5月 - 仮師範学校が創成学校から分離し、「札幌県札幌師範学校」（修業年限4年）に改称。
  - 創成小学校を附属小学校とする。校地は札幌農学校（現・札幌市時計台）の前にあった。
  - 師範学校の修業年限は4年。卒業証書の有効期限は卒業後7年間。全寮制。附属小学校で教育実習を開始する。
- 1886年（明治19年）1月 - 函館・札幌・根室の3県の廃止と北海道庁の発足により、「北海道庁函館師範学校」・「北海道庁札幌師範学校」に改称。

北海道師範学校函館分校時代
- 1886年（明治19年）
  - 9月17日 - 師範学校令の施行[3]により、上記の師範学校2校が廃止され、「北海道師範学校」（修業年限4年）が札幌区北2条西3丁目に創立される（創立年）。
    - 旧・札幌師範学校の敷地・校舎などすべての校有財を継承し、男子生徒のみを収容。一等教諭の茨城正収が初代校長に就任。
    - 旧・函館師範学校を分校とし、女子生徒のみを収容。分校の監督は函館支庁長が行う。
    - 職員のほとんどがいったん解雇され、間もなく再任用される。

  - 10月1日 - 旧師範学校2校の生徒66名の仮入学が決定。甲（4年）・乙（3年）・丙（2年）・丁（1年）の4学級に分け、授業を開始。
  - 12月1日 - 従来の学資支給が現物支給に変更となる。
- 1887年（明治20年）
  - 1月 - 仮入学者66名中、45名の本入学が許可される。
  - 4月28日 - 「北海道尋常師範学校」に改称。函館分校が廃止される。

空白期
- 1888年（明治21年）から1911年（明治44年）までの23年間、函館に師範学校は存在していなかった。

### 正史

#### 道立期（1912年 - 1943年）
- 1912年
  - （明治45年）6月3日 - 「北海道函館師範学校」の設置が文部省により認可される（明治45年6月4日文部省告示第163号）
  - （大正元年）8月6日 - 校舎建設に着手。
- 1914年（大正3年）
  - 2月3日 - 初代校長に和田喜八郎が任命される。
  - 4月1日 - 校舎・寄宿舎が完成。「北海道函館師範学校」が開校。これにより従来の北海道師範学校が「北海道札幌師範学校」に改称。
  - 4月9日 - 入学式（本科第一部）を挙行。1学年男子のみの2学級編成。
  - 4月10日 - 授業を開始。
- 1915年（大正4年）5月15日 - 学校誌「函館師範学校」を創刊。
- 1917年（大正6年）4月1日 - 函館区亀田尋常高等小学校と亀田郡亀田尋常高等小学校の2校を代用附属小学校とする。
  - 両校とも「亀田」という校名であったので、混同しないために前者を「第一代用附属小学校」、後者を「第二代用附属小学校」と称した。
- 1918年（大正7年）
  - 3月28日 - 第1回卒業式を挙行。68名が卒業。
  - 4月 - 北海道連合教育会の委嘱により、尋常小学校本科正教員養成講習科を設置。
  - 9月12日 - 第1回卒業生が代表となり、同窓会が発足。
- 1919年（大正8年）4月8日 - 本科第二部（1学級）を設置。
- 1921年（大正10年）4月1日 - 代用附属小学校に高等科3年（1学級）を新設。
  - 収容児童の増加により、校舎がせまくなったため、尋常科4年生と5年生108名を師範学校本校に収容。
- 1922年（大正11年）7月3日 - 皇太子が来校。
- 1923年（大正12年）
  - 8月10日 - 附属小学校の校舎が完成。
  - 9月1日 - 附属小学校の授業を開始。これにより、第一代用附属小学校（函館区亀山尋常高等小学校）を廃止。
- 1925年（大正14年）
  - 3月31日 - 将校が配属される。
  - 4月1日 - 師範学校規程の改正により、本科第一部の修業年限が従来の4ヶ年から5ヶ年に延長される。
  - 12月5日 - 3教室を増築。
- 1926年（大正15年）
  - 4月 - 師範学校予備科および附属小学校の高等科3年を廃止。
  - 5月10日 - 専攻科（1学級）を新設。
  - 10月19日 - 理科教室が完成。
- 1927年（昭和2年）
  - 4月1日 - 尋常小学校本科正教員講習科の講習期間を短期（6ヶ月）にする。
  - 6月28日 - 函館中等学校地理科教授研究会を開催。
- 1929年（昭和4年）10月24日 - 地理歴史準備室を新設。
- 1930年（昭和5年）
  - 5月1日 - 北海道室を復活。
  - 6月4日 - 郷土研究会が発足。
- 1934年（昭和9年）
  - 3月21日 - 函館大火により、罹災民を校舎に収容。
  - 4月1日 - 本科課程に水産を加え、全生徒に農業・水産・商業を課す。上磯郡茂辺地尋常高等小学校[4]を代用附属小学校とし、水産教育研究校とする。
  - 4月21日 - 大火罹災のため、新川尋常高等小学校[5]の高等科に師範学校校舎と附属小学校校舎の一部を貸与。
  - 5月31日 - 郷土教育研究紀要第1号を創刊。
  - 6月5日 - 師範教育研究紀要第1号を創刊。
- 1935年（昭和10年）
  - 1月18日 - 新川尋常高等小学校の校舎が完成したため、同校への教室の貸与を終了し、次に大森尋常高等小学校[6]へ教室の貸与を開始。
  - 10月5日 - 北海道庁主催歴史教授研究会を開催。
  - 12月25日 - 大森尋常高等小学校の校舎が完成したため、同校への教室の貸与を終了。
- 1938年（昭和13年）10月30日 - 体育館が完成。
- 1941年（昭和16年）4月1日 - 国民学校令により、附属小学校を附属国民学校とする。
- 1943年（昭和18年）3月31日 - 亀田国民学校および茂辺地国民学校の附属国民学校代用を解消。

#### 官立期（1943年 - 1951年）
- 1943年（昭和18年）4月 - 師範教育令が改正される。
  - 官立（国立）移管により「北海道第二師範学校」（男子部のみ）となる。本科3年・予科2年の専門学校となる。
- 1944年（昭和19年）
  - 8月 - 学徒勤労令の公布により、学校報国隊が組織され、勤労動員が行われる。
  - 9月 - 北海道第二師範学校第1回卒業式を挙行し、64名が卒業。
- 1945年（昭和20年）
  - 4月 - 決戦教育措置要綱により1年間授業を停止し、本土防衛と生産増強に挺身。全寮制を廃止。
  - 8月 - 敗戦で戦争が終結。
- 1946年（昭和21年）6月 - 谷地頭国民学校[7]校舎に女子部を設置。
- 1947年（昭和22年）4月 - 学制改革（六・三制の実施）が行われる。
  - 附属国民学校初等科を改組し、附属小学校とする。（北海道第二師範学校附属小学校）
  - 附属国民学校高等科を改組し、附属中学校（新制中学校）とする。（北海道第二師範学校附属中学校）
- 1949年（昭和24年）
  - 5月31日 - 新制大学「北海道学芸大学」が発足し、学芸学部の母体として包括され「北海道学芸大学北海道第二師範学校」となる。
    - 師範学校の生徒募集を停止し、この時の入学生から北海道学芸大学 学芸学部所属となる。
    - 師範学校時代の入学生が卒業するまで師範学校は存続されることとなる。
    - 北海道学芸大学函館分校が併設される。
- 1951年（昭和26年）3月31日 - 最後の卒業生を送り出し、北海道第二師範学校が廃止される。

## 歴代校長
前史・函館県函館師範学校
- 村岡素一郎（1882年（明治15年）
- 素木岫雲（1883年（明治16年）- 1885年（明治18年））

前史・札幌県札幌師範学校
- 三吉笑吾（1882年（明治15年）- 1884年（明治17年））
- 佐久間順美（1885年（明治18年））

北海道函館師範学校
- 初代 - 和田喜八郎（1914年（大正3年）2月3日 - 1919年（大正8年）12月15日までの5年10ヶ月間）- （前）愛知県第一師範学校教諭　（後）沖縄県師範学校校長
- 第2代 - 本多忠綱（1919年（大正8年）12月15日 - 1920年（大正9年）8月7日までの9ヶ月間）- （前）福井県師範学校校長　（後）依願退職
- 第3代 - 橋本文壽（1920年（大正9年）8月7日 - 1928年（昭和3年）3月9日までの7年7ヶ月間）-　（前）宮城県立佐沼中学校校長 （後）長崎県職員
- 事務取扱 - 小林小四郎（1928年（昭和3年）3月9日 - 同年4月20日までの1ヶ月間）
- 第4代 - 前田恒治（1928年（昭和3年）4月20日 - 1930年（昭和5年）9月11日までの2年5ヶ月間）- （前）静岡県女子師範学校校長　（後）福島県女子師範学校校長
- 第5代 - 平賀吉治（1930年（昭和5年）9月11日 - 1933年（昭和8年）3月31日までの2年6ヶ月間）- （前）宮崎県師範学校校長　（後）高知県師範学校校長
- 第6代 – 本橋傳治（1933年（昭和8年）4月1日 - 1941年（昭和16年）3月31日までの8年間）- （前）鳥取県師範学校校長　（後）新潟県高田師範学校校長
- 第7代 - 樋渡熊雄（1941年（昭和16年）4月1日 - 1943年（昭和18年）3月31日までの2年間）- （前）群馬県女子師範学校教授　（後）北海道第一師範学校校長

官立・北海道第二師範学校
- 第8代 - 石本茂一（1943年（昭和18年）4月1日 - 1945年（昭和20年）4月1日までの2年間）- （前）（後）愛媛師範学校長
- 第9代 - 別所孝太郎（1945年（昭和20年）4月1日 - 1946年（昭和21年）9月までの1年6ヶ月間）- （前）（後）
- 第10代（最終） - 山中肇（1946年（昭和21年）9月 - 1949年（昭和24年）6月までの2年9ヶ月間）- （前）（後）北海道学芸大学函館分校主事

## 校歌
作詞は加勢蔵太郎、作曲は島崎赤太郎（東京音楽学校教授）による。歌詞は2番まであり、校名は歌詞の中に登場しない。

## 同窓会
発足は1918年（大正7年）。現在は「夕陽会」と称しており、北海道函館師範学校、北海道第二師範学校、北海道学芸大学函館分校、北海道教育大学函館分校、同大学函館校、同大学大学院（函館）出身者を会員としている。